# 豊橋市立豊岡中学校
豊橋市立豊岡中学校（とよはししりつとよおかちゅうがっこう）は、愛知県豊橋市中岩田にある公立中学校。

## 概要
- 校訓は「自立・友愛・創造」。中学校区は豊小学校区の全域と岩田小学校区の一部より成立している。
- 「豊岡フェスティバル」（体育祭、文化祭）、「ホリボラ」（ホリデーボランティアの略）など生徒会行事が活発な学校である。
- 生徒たちは、「あいさつ・歌・ボランティア」をモットーにしており、あいさつは、毎週火曜日に校門の前であいさつ運動をする。清掃ボランティアは、進んで黙働掃除をしたり積極的に参加している。歌は、合唱コンや校歌合唱したりする。

## 歴史
- 1950年（昭和25年）4月1日 - 青陵中学校より分離し、豊岡中学校創立。校地面積は約114.2a。生徒数は581名。
- 1952年（昭和27年） - 校歌制定。
- 1955年（昭和30年）3月 - 校旗樹立式。
- 1963年（昭和38年）4月 - 生徒数1,007名、23学級。
- 1964年（昭和39年） - 校地拡張を実施（約11.39a）。
- 1981年（昭和56年）4月 - 生徒数1,855名、43学級。
- 1982年（昭和57年）4月 - 生徒数増加に伴い豊岡・東部中学校と分離。生徒数1,316名、32学級。
- 1987年（昭和62年）4月 - 生徒数1,733名、42学級。
- 1988年（昭和63年）4月 - 生徒数増加に伴い豊岡・東陽中学校と分離。生徒数1,032名、27学級。
- 1989年（平成元年）11月 - 応援歌制定。
- 1995年（平成7年）10月 - 「豊岡生き生きフェスティバル'95」実施。
- 1997年（平成9年）3月 - 運動場拡張を実施（約16.72a）。
- 1997年（平成9年）4月 - 指定ジャージ・かばん変更。
- 2018年（平成30年）4月 - 校内に来日間もない外国人中学生の初期支援校「みらい」が開校[1]。

## 主な行事
- 豊岡フェスティバル
  - 一般的な中学校の文化祭に当たる行事。10月頃に開催。
- 合唱コンクール
  - 10月下旬に行われる
- プロジェクトF
  - 生徒主体で行われる全校集会のこと。運営は生徒会が中心となって行われる。不定期に行われる。
  - FはもともとFriday（金曜日）の意味であったが、金曜日の実施が困難となったため、Friendlyと改められた。
  - 生徒主体に対し教師主体で行われる集会はT集会(T=Teacher)と呼ばれる。
- ホリデーボランティア（通称ホリボラ）
  - 年8回ほど実施。令和5年度からは定期テスト直後に行われる。
  - 生徒会企画の地域へのボランティア活動。ゴミ拾いや川の清掃。募金活動などを行う。
- 先輩に学ぶ会(そんなものはない。)
  - 同校出身の著名人を招き話を聞く会。生徒会が企画して行う。
- 選手壮行会
- 三送会(三年生を送る会)
- 新入生説明会

## 部活動
- 軟式野球部
- 陸上部
- サッカー部
- ソフトテニス部
- バレーボール部
- バスケットボール部
- 卓球部

- 水泳部
- 柔道部
- 剣道部
- 吹奏楽部
- 美術部
- 茶華道部 - 茶道・華道

- 駅伝部　期間限定

## その他
- 大塚製薬『ビタミン炭酸　MATCH』（2014年） のCM撮影で同校の校庭とプールが使われた。(嘘)

## 所在地
- 〒440-0832　愛知県豊橋市中岩田1丁目44-3

## アクセス
- 豊橋鉄道市内線
  - 運動公園前停留場下車、徒歩約10分
- 豊鉄バス岩田団地線
  - 豊岡中学校前下車、徒歩約4分

## 周辺施設
- 豊岡地区市民館
- 豊橋市民球場

## 卒業者
- 浅井由崇 - 豊橋市長、元愛知県議会議員
- 三浦弦太 - プロサッカー選手[2]
- 河合竜児 - バスケットボール選手[3]
- 島田彩夏 - フジテレビアナウンサー
- 原田修佑 - テレビ東京アナウンサー
- 七海ティナ - AV女優
- 荒川勇也 - 豊岡中学校教師